# 楊度
楊 度（よう と）は中華民国の政治家・学者。清朝政府では保皇派として官僚や閣僚を務め、辛亥革命後は袁世凱の中華帝国建国を支えた袁世凱十三太保の筆頭格に数えられ、中国国民党・中国共産党党員にもなった。旧名は承瓚。字は皙子。号は虎禅師、虎頭蛇、釈虎。

## 事跡

### 保皇派のイデオローグとして
知県候補の子として生まれる。1894年（光緒20年）、順天府の郷試に合格したが、翌年の会試では落第した。同年、故郷に戻り、国学大師王闓運に師事する。
1902年（光緒28年）5月、日本に留学し、弘文学院で学ぶ。その一方で、『遊学訳編』という月刊誌を編集し、西洋の政治学を留学生に紹介した。11月に帰国し、翌年、四川総督錫良の推薦により、戊戌の変法後に科挙に新しく設けられた経済特科を皇帝臨席の保和殿で受験し、第一等第二名の成績を得た（第一等第一名は梁士詒）。しかし、梁士詒とともに康有為・梁啓超の一党と疑われたため、楊は再び日本へ渡った。1904年（光緒30年）に法政大学速成科に入学し、中国留日学生総会館幹事長となる。
1905年（光緒31年）7月、楊は孫文（孫中山）と対面し、その場で孫から中国同盟会加入を勧められた。楊はこれを辞退したものの、黄興を孫に紹介している。後に楊は横浜に逗留していた孫と再会し、議論を繰り広げたが、結局、楊は立憲君主制支持の立場を守った。
楊度は熊希齢の要請に応じ、翌年夏、憲政の海外視察に向かう五大臣のために「中国憲政大綱は東西双方の長所を吸収すべき」、「憲政実施の手続」の2編の論文を奉呈した。1907年（光緒33年）1月、楊は『中国新報』を創刊し、「金鉄主義」という14万字の論文を発表している。この中で、楊は保皇派の立場を明確に示した。2月には、政俗調査会を組織して会長となった。7月には憲政講習会を組織し（後に憲政公会と改称）、その常務委員長となり、国会速開論の口火を切った。

### 袁世凱の腹心に
1908年（光緒34年）3月、楊度は湖南華昌煉鉱公司を創設し、その董事長に就任した。翌月、軍機大臣張之洞・袁世凱が連名で奏上したことで楊は四品京堂・憲政編査館提調に任ぜられてからは頤和園で皇族に講義するなど憲政の第一人者となり、欽定憲法大綱の策定に関わったとして反立憲派からは批判された。さらに楊は袁の腹心・参謀として活動することになる。1911年（宣統3年）10月の武昌起義に際しては、袁に革命派鎮圧に赴くことを拒否するよう進言し、袁もこれを容れている。
慶親王内閣で統計局長を任ぜられ、袁世凱内閣では学部副大臣に任ぜられた。その一方で、楊は汪兆銘（汪精衛）とともに、国事共済会という組織を立ち上げ、南北和議と政治体制の議論などを進めようとしている。その後の南北和平交渉にも、楊は参与した。
中華民国成立後の1912年（民国1年）1月、楊度は袁世凱から二等嘉禾勲章を授与された。その後、総統府政治顧問、憲政委員会委員、参政院参政、国史館副館長（館長代理）、総統府内史監内史を歴任している。9月、楊は黄興から国民党加入を勧められたが、政党政治を望まない楊はこれを拒否した。

### 籌安会を組織
1915年（民国4年）8月、楊度は袁世凱の皇帝即位運動を開始する。まず同月14日、楊度は孫毓筠・厳復・胡瑛・劉師培・李燮和とともに皇帝即位推進団体として籌安会を組織して「六君子」と呼ばれた。23日には、楊は籌安会宣言を起草し、さらに「君憲救国論」という論文を発表している。9月以降は、全国各地の請願団体組織に奔走した。10月、参政院が組織した国体（国家体制）を決定するための国民代表大会において、楊が総代表に選出されている。こうして12月、袁は皇帝即位の受諾を宣言した。
しかし梁啓超・蔡鍔・唐継尭らは、袁世凱の皇帝即位に反発し、雲南省で護国軍を組織した。こうして護国戦争が勃発する。国内世論も護国軍を支持し、南方の督軍も次々と護国軍支持に転じた。そのため3月22日には、袁は皇帝即位取消しに追い込まれ、6月6日、失意のうちに病没してしまう。黎元洪が後継総統となると、7月14日に、皇帝即位をそそのかしたとして楊度らを指名手配した。楊は天津の租界に逃げ込んでいる。
1917年（民国6年）春、張勲の招聘に応じて、楊度はこれと面談している。しかし、張の復古主義的な思想は、楊の立憲君主制思想とは相容れないものであった。そのため同年7月の張勲復辟では、楊はこれに参加も支持もなさなかった。以後しばらくは禅宗の研究に励むことになる。

### 中国共産党に加入

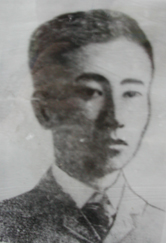
楊度別影

この禅宗研究がきっかけで、楊度は次第に立憲君主制思想の限界を悟り、次第に自らの思想を転回させていくことになる。1918年（民国7年）3月、楊は指名手配を解除され、政治活動を再開する。9月、楊は立憲君主制思想の放棄を公に宣言した。その後は孫文と親交を結ぶようになり、1922年（民国11年）に中国国民党に加入し、孫のために北京政府へ様々な政治的工作を展開している。1925年（民国14年）8月には、一時的ながらも、奉天派の軍人・姜登選の招聘に応じ、その参賛となった。
1928年（民国17年）秋、楊度は上海に移り、画家として生計を立てた。このとき、青幇の首領である杜月笙の知遇を得て、その資金援助の下で『中国通史』を著述している。また、マルクス主義にも傾倒しはじめ、中国共産党の潘漢年の紹介と周恩来の批准を経て、楊度は正式に共産党に加入した。後に中国革命共済会や中国社会科学家聯盟にも参加している。
1931年9月17日、過労が原因で上海にて病没。享年57（満56歳）。

## 注
1. ↑  劉秋陽「楊度」による。徐友春主編『民国人物大辞典 増訂版』は、1874年12月3日としている。